# 英利阿麗菲亞
英利阿麗菲亞（維吾爾語：ئارفىيە ئابلەت‎，；日语：／ Eri Arufiya，1988年10月16日—），日本政治人物，現是自由民主黨籍眾議院議員，為第一位當選日本國會議員的維吾爾人/烏茲別克族。

## 姓名
在归化日本时，全家人要确定一个相同的姓氏，由于父方曾祖父和母方曾祖父名字都叫“艾力”，所以就决定采用读音为“えり”的姓氏。汉字写法为“英利”。据她本人在官方博客中所述，因为这是一个有着中亚丝绸之路渊源的家族，所以选用象征游牧民族“英雄”的“英”字，以及象征丝绸之路时代以来国际商业文化的“利”字，组成了“英利”这个姓氏。
中华人民共和国护照仅登记中文名，而英文名亦跟随中文名的汉语拼音，这导致她在归化日本国籍时，户籍登记上的个人名为接近汉语普通话的「 Arifeyā」，而接近维吾尔语发音的则为对外活动的通用名。

## 經歷
1988年10月16日，阿麗菲亞出生於福岡縣北九州市戶畑區。由於其父母原本是中國維吾爾族和烏孜別克族，因此英利出生時是中華人民共和國國籍，其後全家在1999年歸化至日本。1995年3月，英利從北九州市的小倉天主教幼稚園畢業後，在同年4月入讀同樣位於北九州市的明治學園小學校。1999年夏天，由於其父的工作關係，她搬遷至中國，在上海和廣州長大。2006年6月，她從廣州美國人國際學校畢業。2010年5月，她從美國佐治城大學畢業，主修是國際政治學，兩年後完成修讀同校的碩士課程，主修是俄羅斯、東歐和中央歐亞研究。
2012年7月，英利開始在日本銀行工作。2016年8月，她通過外務省的初級專業人員考試，同年10月起任職於聯合國直至2022年5月。
2022年7月，她代表自由民主黨出戰第26屆日本參議院議員通常選舉，選區是參議院比例區，取得54,646票，在33人名單中排第28位而落選。2023年2月，她就任千葉縣第5區分部長，並參選該選區眾議員補選，當選。
他在2024年的眾議員選舉中在地方選區落敗，但在南關東比例代表區「復活」。

## 選舉紀錄
| 年度 | 選舉屆數             | 選舉區           | 所屬政黨   | 得票數    | 得票率 | 當選標記 | 備註         |
| ---- | -------------------- | ---------------- | ---------- | --------- | ------ | -------- | ------------ |
| 2022 | 第二十六屆參議員選舉 | 參議院比例區     | 自由民主黨 | 54,645    | 1.2%   |          | 排名第二十八 |
| 2023 | 第四十九屆眾議員補選 | 千葉縣第5區      | 自由民主黨 | 50,578    | 30.58% |          |              |
| 2024 | 第五十屆眾議員總選舉 | 千葉縣第5區      | 自由民主黨 | 59,636    | 29.6%  | 未當選   |              |
| 2024 | 第五十屆眾議員總選舉 | 南關東比例代表區 | 自由民主黨 | 1,822,230 | 25.4%  | 雙重提名 |              |

## 外部連結
- .   [2023-04-25]. （原始内容存档于2023-09-14）.
- 的Facebook專頁
- 的X（前Twitter）
- YouTube上的頻道
- 的Instagram帳戶